# Retie
Retie là một đô thị ở tỉnh Antwerp. Thị trấn này chỉ gồm thị trấn Retie proper. Tại thời điểm ngày 1 tháng 1 năm 2006, Retie có dân số 10.321 người. Tổng diện tích là 48,39 km² với mật độ dân số là 213 người trên mỗi km².
Thị trấn nằm gần biên giới với Hà Lan, gần thành phố Eindhoven hơn Antwerp.
Ngôn ngữ chính thức là tiếng Hà Lan nhưng nhiều người vẫn có thể nói tiếng Pháp và tiếng Anh.

## Người nổi bật
- Lodewijk de Koninck (1838-1924), nhà văn
- Peter van Hove, (18thC.) Friar Minor